# Jens Behrens

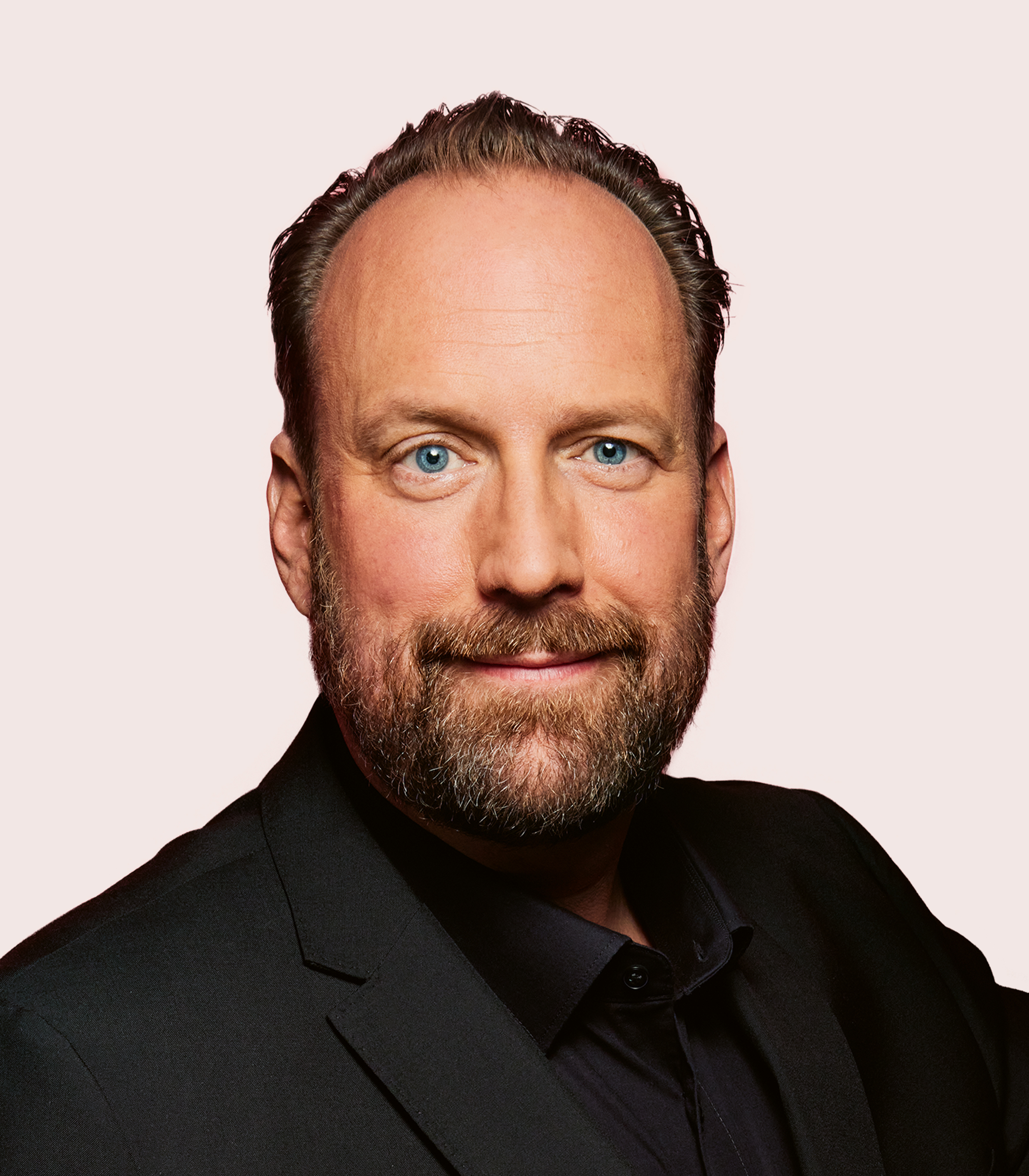
Jens Behrens

Jens Behrens (* 12. Juni 1978 in Erwitte) ist ein deutscher Politiker der Sozialdemokratischen Partei Deutschlands der im Rahmen der Bundestagswahl 2025 am 23. Februar in den 21. Bundestag gewählt wurde. Zuvor war er in und um Lippstadt kommunalpolitisch aktiv.

## Leben
Jens Behrens wurde am 12. Juni 1978 in Erwitte geboren, wo er 1998 auch sein Abitur ablegte. Nach einem Jahr bei der Bundeswehr, absolvierte er eine Ausbildung bei der Sparkasse Lippstadt, auf die zahlreiche Fortbildungen folgten. Seit 2013 ist er Leiter verschiedener Filialen.

## Politische Laufbahn
2013 trat Behrens in die SPD ein und war ab 2014 stellvertretender Ortsvereinsvorsitzender der SPD Overhagen. Von 2014 bis 2020 war er zudem der Ortsvorsteher des Stadtteils. 2016 wurde Behrens zum Stadtverbandsvorsitzender der SPD Lippstadt und wurde zwei Jahre später in den Stadtrat gewählt, wo er mehrere Jahre Fraktionsvorsitzender war. Seit 2022 leitet er den Kreisverein Soest.
Bei der Bundestagswahl 2025 kandidierte Behrens als Nachfolger von Wolfgang Hellmich im Bundestagswahlkreis Soest, wo er mit 42.543 Stimmen (22,5 %) Oliver Pöpsel von der CDU mit 70.482 Stimmen (37,3 %) unterlag. Über den Platz 19 auf der SPD-Landesliste zog Behrens dennoch in den Bundestag ein.
Im 21. Deutschen Bundestag ist Behrens seit Mai 2025 ordentliches Mitglied im Ausschuss für Landwirtschaft, Ernährung und Heimat und im Finanzausschuss sowie stellvertretendes Mitglied im Ausschuss für Wirtschaft und Energie.

## Mitgliedschaften
Behrens ist Mitglied der ver.di und ist der Geschäftsführer des Bürgerrings Overhagen.

## Privates
Behrens ist verheiratet und hat zwei Söhne.